# Кочерезький навчально-виховний комплекс
Кочерезький навчально-виховний комплекс: загальноосвітня школа-дитячий садок — україномовний навчальний заклад І-III ступенів акредитації у селі Кочережки, Павлоградського району Дніпропетровської області.

## Загальні дані
Кочерезький навчально-виховний комплекс: загальноосвітня школа-дитячий садок розташований за адресою: вул. МОПРа буд. № 26, село Кочережки (Павлоградський район) — 51451, Україна.
Директор закладу — Василенко Вікторія Іванівна.
Мова викладання — українська.
При школі працює Філія Павлоградської музичної школи.
Профільна направленість: Філологічна.
Школа бере участь в регіональних та міжнародних освітніх програмах: Модернізація сільської освіти Дніпропетровщини.

## Історія школи
- 1913—1929 р.р. — початкова школа
- 1929—1960 р.р. — семирічна школа
- 1960—1966 р.р. — восьмирічна школа
- 1966—2004 р.р. — загальноосвітня середня школа
- 2004 р. — навчально- виховний комплекс «загальноосвітня середня школа — дитячий садок»

## Сьогодення
У 2001 році при школі почав діяти Історико-краєзнавчий музей.
З 2004 року школа стала навчальним комплексом, який включає в себе дитячий садок, початкову та середню школи. Ідея створити при середній школі дитячий садок виникла відтоді, як тут перестав діяти інтернат, а в селі закрили дитячі садки (до цього їх було два). Вчителі вирішили переобладнати порожній інтернат під дитсадок. І передати його на баланс сільської ради.
На вимогу санстанції було відкрито окремий харчоблок. Дитсадівців разом зі школярами привозить шкільний автобус. А ввечері він розвозить малюків додому разом зі школярами, які займаються в групі продовженого дня. Вчителі ж відвідують своїх майбутніх учнів, знайомляться з ними протягом року, проводять підготовчі заняття. Зараз в дитсадку 24 вихованця.
Кочерезька школа в рамках профільного навчання ввела новий факультатив — дошкільне виховання. Старшокласники в стінах школи здобувають професію вихователя разом із середньою освітою. Школа-сад вважається одним з найкращих навчальних закладів не тільки району, а й області.
У 2006 році вона втретє стала учасницею 9-ї міжнародної виставки навчальних закладів «Сучасна освіта в Україні-2006», яка пройшла в Києві 15-17 лютого.
У 2007 році учнівське лісництво Кочерезького НВК Павлоградського району Дніпропетровської області було нагороджено Грамотою Національного еколого-натуралістичного центру Міністерства освіти і науки України учасника Всеукраїнського зльоту учнівських лісництв — «За профорієнтаційну роботу в учнівських об'єднаннях з лісового господарства»
У 2009 році учениця 9 класу Діденко Катерина, вихованка гуртка «Юні садівники» була нагороджена грамотою Державного департаменту інтелектуальної власності Міністерства освіти і науки України (за підписом голови Держдепартаменту, доктора наук у галузі права, кандидата економічних наук М. В. Паладія) наказ № 31 від 11.02.2009 р.
У 2011 році учні закладу провели фенологічні спостереження за бджолами, провели на родинних та колективних пасіках члени гуртка «Юні бджолярі». Вони спостерігали за сезонними змінами в житті бджіл відповідно до пір року, проводили практичну допомогу пасічникам, виявили, що саме ці комахи є найпрацелюбнішими із свійських тварин, тому що для приготування 100 грам меду одна бджола мусить відвідати 1 млн квітів, і тому в результаті бджолозапилення урожай садових культур підвищується в декілька разів. За що були нагороджені грамотою як переможці обласного конкурсу «Джміль та бджілка».
У 2012 році команда Кочерезького НВК зайняла перше місце на Всеукраїнському дитячому фестивалі юних садоводів «Україна — сад».

## Джерело-посилання
- Школа на сайті Павлоградського району [Архівовано 5 березня 2016 у Wayback Machine.]